# 13:e armén
13:e armén var en sovjetisk armé tillhörande Röda Armén under andra världskriget. Den sattes upp under Ryska inbördeskriget, senare deltog den i slutet av Finska vinterkriget. Under andra världskriget så deltog armén i många skepnader i många av de stora slagen under kriget. För sina insatser under kriget tilldelades armén Röda fanans orden. Under kalla kriget var armén stationerad i Lviv, vid Sovjetunionens upplösning överfördes den till Ukrainas armé. Armén reducerades i styrka 1997 och gjordes om till en armékår.

## Finland
13:e armén skapades i slutet av december 1939 genom att 7:e armén delades upp, detta var en följd av den sovjetiska framryckningen på Karelska näset. Armén deltog i anfallet mot Mannerheimlinjen i februari 1940.

## Barbarossa
Armén tillhörde det västra militärdistriktet som ombildades till Västfronten vid den tyska invasionen den 22 juni 1941. Västfronten kom att anfallas av den starkaste av de tre tyska armégrupperna, armégrupp Mitte, denna förfogade över både Panzergruppe 3 och Panzergruppe 2. Den 27 juni möttes de båda pansargrupperna vid Minsk och inringade därmed 3:e armén, 10:e armén, 13:e armén, samt delar av 4:e armén, totalt cirka 20 divisioner.

### Organisation
Arméns organisation den 22 juni 1941:
- 2:a skyttekåren
- 44:e skyttekåren

## Moskva
Inför det väntade tyska anfallet mot Moskva så hade 13:e armén återuppsatts och tillhörde nu Brjanskfronten. Armén grupperades öster om Suzemka på södra sidan av floden Desna med 3:e armén som närmaste granne i norr och Grupp Jermakov i söder. Panzergruppe 2 anföll i skarven mellan armén och Grupp Jermakov. Armén kom att inneslutas i den ficka som bildades när 2. Armee och Panzergruppe 2 möttes vid Brjansk

### Organisation
Arméns organisation den 1 oktober 1941:
- 6:e skyttedivisionen
- 121:e skyttedivisionen
- 132:a skyttedivisionen
- 143:e skyttedivisionen
- 155:a skyttedivisionen
- 298:e skyttedivisionen
- 307:a skyttedivisionen
- 55:e kavalleridivisionen
- 141:a stridsvagnsbrigaden

## Kursk
Armén var en del av Centralfronten som bemannade försvaret av den norra sidan av Kurskbågen.

### Organisation
Arméns organisation den 5 juli 1943:
- 17:e gardesskyttekåren
- 18:e gardesskyttekåren
- 15:e skyttekåren
- 29:e skyttekåren